# 박병진
박병진(朴昞晋, 1960년 2월 10일 ~ )은 대한민국의 정치인이다. 제5·6대 충청북도 영동군의원, 제10·11대 충청북도의원을 지냈다.

## 학력
- 이수국민학교 졸업
- 영동중학교 졸업
- 영동고등학교 졸업
- 원광대학교 행정학과 학사 졸업
- 영동대학교 대학원 사회복지학과 석사 수료

## 경력
- 제2건국추진위원회 위원
- 대한적십자사 영동지구협의회 회장
- 2011.03 영동군 사회복지사협회 회장
- 영동군 지역 사회보장협의체 위원장
- 한국BBS영동군지회 지회장
- 민주평화통일자문회의 영동군 협의회장
- 2006.07 ~ 2010.06 제5대 충청북도 영동군의회 의원
- 2006.07 ~ 2008.07 제5대 충청북도 영동군의회 전반기 예산결산특별위원회 위원
- 2006.07 ~ 2008.07 제5대 충청북도 영동군의회 전반기 조례심사특별위원회 위원
- 2006.11 ~ 2006.11 제5대 충청북도 영동군의회 행정사무감사특별위원회 위원
- 2007.11 ~ 2007.11 제5대 충청북도 영동군의회 행정사무감사특별위원회 위원
- 2008.07 ~ 2010.06 제5대 충청북도 영동군의회 후반기 조례심사특별위원회 위원
- 2008.07 ~ 2010.06 제5대 충청북도 영동군의회 후반기 예산결산특별위원회 위원
- 2008.10 ~ 2008.10 제5대 충청북도 영동군의회 행정사무감사특별위원회 위원
- 2009.09 ~ 2009.09 제5대 충청북도 영동군의회 행정사무감사특별위원회 위원
- 2010.07 ~ 2014.06 제6대 충청북도 영동군의회 의원
- 2010.07 ~ 2012.07 제6대 충청북도 영동군의회 전반기 조례심사특별위원회 위원
- 2010.07 ~ 2012.07 제6대 충청북도 영동군의회 전반기 예산결산특별위원회 위원
- 2011.12 ~ 2011.12 제6대 충청북도 영동군의회 행정사무감사특별위원회 위원
- 2012.07 ~ 2014.06 제6대 충청북도 영동군의회 후반기 조례심사특별위원회 위원
- 2012.07 ~ 2014.06 제6대 충청북도 영동군의회 후반기 예산결산특별위원회 위원
- 2012.12 ~ 2012.12 제6대 충청북도 영동군의회 행정사무감사특별위원회 위원
- 2013.04 ~ 2013.12 제6대 충청북도 영동군의회 행정사무감사특별위원회 위원
- 2014.07 ~ 2018.06 제10대 충청북도의회 의원
- 2014.07 ~ 2016.07 제10대 충청북도의회 전반기 건설소방위원회 위원장
- 2014.07 ~ 2016.07 제10대 충청북도의회 전반기 예산결산특별위원회 위원
- 2016.07 ~ 2018.06 제10대 충청북도의회 후반기 의회운영위원회 위원
- 2016.07 ~ 2018.06 제10대 충청북도의회 후반기 건설소방위원회 위원
- 2017.07 ~ 2018.06 제10대 충청북도의회 후반기 예산결산특별위원회 위원장
- 2018.07 ~ 2019.08 제11대 충청북도의회 의원
- 2018.07 ~ 2019.08 제11대 충청북도의회 전반기 건설환경소방위원회 위원
- 2018.07 ~ 2019.08 제11대 충청북도의회 전반기 예산결산특별위원회 위원

## 공직선거법 위반
자유한국당 박병진 의원은 2016년 충북도의회 의장선거 과정에서 동료 의원으로부터 지지 청탁 대가성 뇌물을 받은 혐의로 직위상실형을 선고받았다. 이후 2심에서도 원심과 판결이 동일하게 유지되었다. 2019년 8월 29일 대법원에서 상고가 기각되면서 의원직을 잃었다. 최종 형량은 징역 6월, 집행유예 1년, 추징금 1,000만원이다.

## 역대 선거 결과
|  | 35.34% |

|  | 19.66% |

|  | 52.57% |

|  | 52.60% |